# Amigos del martes
Amigos del martes fue un programa musical español estrenado el 10 de octubre de 1961 en TVE y que realizaba en los estudios Miramar que la cadena poseía en Barcelona.

## Formato
El programa, presentado por Franz Johan y Gustavo Re era una fusión entre espectáculo cómico, protagonizado por la pareja de presentadores, y las actuaciones musicales a cargo de artistas nacionales e internacionales tales como Marlene Dietrich, Juliette Gréco, Herta Frankel y Gilbert Bécaud entre otros.
Uno de los principales aciertos del espacio fue el dúo de presentadores, que se hicieron enormemente populares en España, debido, especialmente, a las dificultades con el idioma castellano, del presentador austriaco Johan.
Famosas se hicieron igualmente las intervenciones de una pequeña marioneta, llamada Topo Gigio, que aparecía junto a la presentadora Ana María Solsona.
Tras la primera temporada, y debido al cambio de ubicación en la programación, el programa pasó a llamarse Amigos del lunes, título que mantuvo hasta su cancelación definitiva.